# Marmot Island
Marmot Island ist die östlichste Insel des Kodiak-Archipels im Golf von Alaska in Alaska, Vereinigte Staaten von Amerika. Die Insel ist dem Kodiak Island Borough zugewiesen und liegt gleich neben Afognak Island. Sie ist 45,20 km² groß und unbewohnt.
Den Namen Marmot Island, was übersetzt „Murmeltier-Insel“ bedeutet, hat die Insel von den zahlreichen auf ihr lebenden Ziesel-Erdhörnchen. Der missverständliche Inselname geht auf einen Übersetzungsfehler amerikanischer Kartenzeichner vom russischen Namen „Yevrashka“ für Ziesel ins Englische zurück.